# هاوکس نست، نیو ساوت ولز
هاوکس نست (به انگلیسی: Hawks Nest) یک شهرک در استرالیا است که در نیو ساوت ولز واقع شده‌است.